# F2051
FOMA F2051（フォーマ・エフ に ぜろ ご いち）は、富士通によって開発された、NTTドコモの第三世代携帯電話「FOMA」端末である。

## 概要
2003年1月に発売された当端末は、FOMA端末の中ではじめて「Symbian OS」が採用された。
約270度回転するCCDカメラ（12万画素）を搭載しており、背面カメラとインカメラは共用となる。
カメラ付きのFOMA端末で撮影した動画をメールに添付して送信できるサービス「iモーションメール」に対応している。
背面部には緑色のバックライトを搭載したサブディスプレイと背面キー（マナーボタン）がある。
本端末ではマルチタスク機能を搭載しており、通話中に会話しながら静止画撮影が可能で、メール添付で写真を送信できる「ワンショット機能」や、画像の一部を切り抜いて別の画像と合成できる「切り抜き機能」を新たに搭載している。
画像付き電話帳などが使用可能で、赤外線を使用して規格対応機と電話帳データなどを転送することも可能となっている。
なお、パソコンと端末を接続するための通信設定ソフトやデータ共有ソフト（FOMA Fシリーズ　データリンクソフト）などが入ったCD-ROMが本体セットに同梱されており、接続は別売りのFOMA USB接続ケーブル（4,300円）で行なうものであった。 
なお、本端末はビジュアルタイプの端末ではないため、インカメラ兼用のカメラを搭載しているが、テレビ電話機能はサポートされていない。データ通信は、下り最大384kbps（上り最大64kbps）のパケット通信と回線交換式による64kbpsデータ通信が利用できる。
また、着信音は最大32和音で自作が可能である。

## オプション
- 電池パック
  - F02（AAF29020）税込3,255円
- 卓上ホルダ
  - F01（AAF39021）税込945円
- リアカバー
  - F01
    - シルバー（AAF59023）税込525円
    - ネイビー（AAF59036）税込525円

## 内蔵 iアプリ
- フリーセル
- スーパー3D待ち受けbox
- ピンボール3D（宇宙編）

## 内蔵メロディ
- WE WILL ROCK YOU
- JUMP
- Tong Poo
- AXEL F
- 聖者の行進
- 華麗なる大円舞曲
- THE ENTERTAINER
- 幻想即興曲

## 内蔵効果音
- にわとり
- ビール
- はと時計
- 鼓
- ハープ
- 黒電話

## 歴史
- 2003年1月18日 - 発売開始。
- 2010年3月31日 - 電池パックの提供終了